# Avant Browser
Es desarrollado y mantenido por la empresa Avant Force, con base en las Islas Vírgenes Británicas. Avant Browser es una aplicación de tipo freeware, es decir, es código cerrado pero es de uso gratuito. Como funcionalidades extra con respecto a Windows Internet Explorer, incorpora navegación por pestañas desde hace años, cosa que Windows Internet Explorer solo incluye desde la versión 7, posibilidad de crear una «lista Negra» de páginas que no se abrirán en el navegador, una interfaz completamente modificable y ajustable mediante skins o pieles y un funcionamiento más rápido. Está disponible en varios idiomas, entre ellos el español.
La versión Ultimate incluye motores de renderizado de IE, Firefox y Chrome, que permite al usuario elegir entre diferentes motores de diseño, y la versión Lite contiene solo el motor de renderizado de IE.
Actualmente solo está disponible para los sistemas operativos Windows, además de requerir tener instalado en el sistema Internet Explorer para su correcto funcionamiento.
Avant fue uno de los 12 navegadores ofrecidos a los usuarios de Microsoft Windows dentro del Espacio Económico Europeo en 2010.